# Hrabstwo Delaware (Iowa)

Piramida wieku hrabstwa

Hrabstwo Delaware – hrabstwo położone w USA w stanie Iowa z siedzibą w mieście Manchester. Założone w 1837 roku.

## Miejscowości
- Colesburg
- Delaware
- Delhi
- Dundee
- Dyersville
- Earlville
- Greeley
- Hopkinton
- Manchester
- Masonville
- Ryan

## Gminy
| - Adams - Bremen - Coffins Grove - Colony - Delaware - Delhi | - Elk - Hazel Green - Honey Creek - Milo - Prairie | - Richland - South Fork - North Fork - Oneida - Union |

## Drogi główne
- U.S. Highway 20
- Iowa Highway 3
- Iowa Highway 13
- Iowa Highway 38

## Sąsiednie hrabstwa
- Hrabstwo Buchanan
- Hrabstwo Clayton
- Hrabstwo Dubuque
- Hrabstwo Fayette
- Hrabstwo Jones
- Hrabstwo Linn